# Daniel Toroya
Daniel Toroya Paqui (* 15. März 1992) ist ein bolivianischer Leichtathlet, der im Mittel- und Langstreckenlauf an den Start geht. 2022 wurde er Hallensüdamerikameister im 3000-Meter-Lauf und feierte damit seinen größten sportlichen Erfolg.

## Sportliche Laufbahn
Erste internationale Erfahrungen sammelte Daniel Toroya im Jahr 2011, als er bei den Juniorensüdamerikameisterschaften in Medellín in 15:35,13 min den vierten Platz im 5000-Meter-Lauf belegte und auch über 10.000 m mit 31:51,97 min Rang vier belegte. Im Jahr darauf gewann er bei den U23-Südamerikameisterschaften in São Paulo in 14:29,30 min die Bronzemedaille über 5000 m hinter dem Chilenen Víctor Aravena und Federico Bruno aus Argentinien und im 10.000-Meter-Lauf belegte er nach 30:38,73 min den vierten Platz. 2013 klassierte er sich bei den Juegos Bolivarianos in Trujillo in 14:19,70 min auf dem sechsten Platz über 5000 m und erreichte mit 30:16,56 min Rang sieben über 10.000 m. Im Jahr darauf nahm er an den Südamerikaspielen in Santiago de Chile teil und belegte dort in 14:58,66 min den siebten Platz über 5000 m und im August belegte er bei den Ibero-Amerikanischen Meisterschaften in São Paulo in 3:54,95 min den zehnten Platz im 1500-Meter-Lauf und erreichte mit 8:18,56 min Rang neun über 3000 m. Im Oktober gewann er bei den U23-Südamerikameisterschaften in Montevideo in 30:16,50 min die Silbermedaille über 10.000 m hinter dem Peruaner Matías Silva und über 5000 m belegte er in 14:31,13 min den fünften Platz.
2015 belegte er bei den Südamerikameisterschaften in Lima in 14:18,52 min den achten Platz über 5000 m und kam über 10.000 m nicht ins Ziel. Im Jahr darauf klassierte er sich bei den Ibero-Amerikanischen Meisterschaften in Rio de Janeiro mit 8:16,36 min auf dem siebten Platz im 3000-Meter-Lauf und wurde in 14:56,83 min Zehnter über 5000 m. 2017 belegte er bei den Südamerikameisterschaften in Luque in 14:40,14 min den achten Platz über 5000 m und erreichte nach 30:27,27 min Rang sechs über 10.000 m. Anschließend wurde er bei den Juegos Bolivarianos in Santa Marta in 14:09,24 min Vierter über 5000 m und konnte sein Rennen über 10.000 m nicht beenden. Im Jahr startete er erneut bei den Südamerikaspielen in Cochabamba und wurde dort in 14:45,01 min Vierter über 5000 m. Daraufhin belegte er bei den Ibero-Amerikanischen Meisterschaften in Trujillo in 8:06,51 min den fünften Platz über 3000 m und klassierte sich mit 14:00,97 min auf dem vierten Rang im 5000-Meter-Lauf. 
2019 gelangte er bei den Panamerikanischen Spielen in Lima mit 14:02,96 min auf den elften Platz über 5000 m und 2022 siegte er in 8:38,29 min über 3000 m bei den Hallensüdamerikameisterschaften in Cochabamba. 2024 belegte er bei den Hallensüdamerikameisterschaften in Cochabamba in 4:03,23 min den vierten Platz über 1500 Meter und gewann in 8:37,25 min die Silbermedaille über 3000 Meter hinter seinem Landsmann David Ninavia. Im Mai kam er bei den Ibero-Amerikanischen Meisterschaften in Cuiabá über 3000 Meter nicht ins Ziel und über 5000 Meter gelangte er mit 14:50,00 min auf Rang zehn. Zudem wurde er in 32:20 min Achter im 10-km-Straßenlauf.
2015 wurde Toroya bolivianischer Meister im 5000-Meter-Lauf.

## Persönliche Bestzeiten
- 1500 Meter: 3:54,95 min, 3. August 2014 in São Paulo
  - 1500 Meter (Halle): 3:59,41 min, 6. Februar 2022 in Cochabamba
- 3000 Meter: 8:06,51 min, 26. August 2018 in Trujillo (bolivianischer Rekord)
  - 3000 Meter (Halle): 8:31,80 min, 13. Januar 2024 in Cochabamba
- 5000 Meter: 13:58,54 min, 25. Mai 2019 in Oordegem
- 10.000 Meter: 29:50,36 min, 28. Mai 2017 in Lima